# Neosomatidia bipustulata
Neosomatidia bipustulata är en skalbaggsart som beskrevs av Stefan von Breuning 1978. Neosomatidia bipustulata ingår i släktet Neosomatidia och familjen långhorningar. Inga underarter finns listade i Catalogue of Life.